# Festival international de géographie

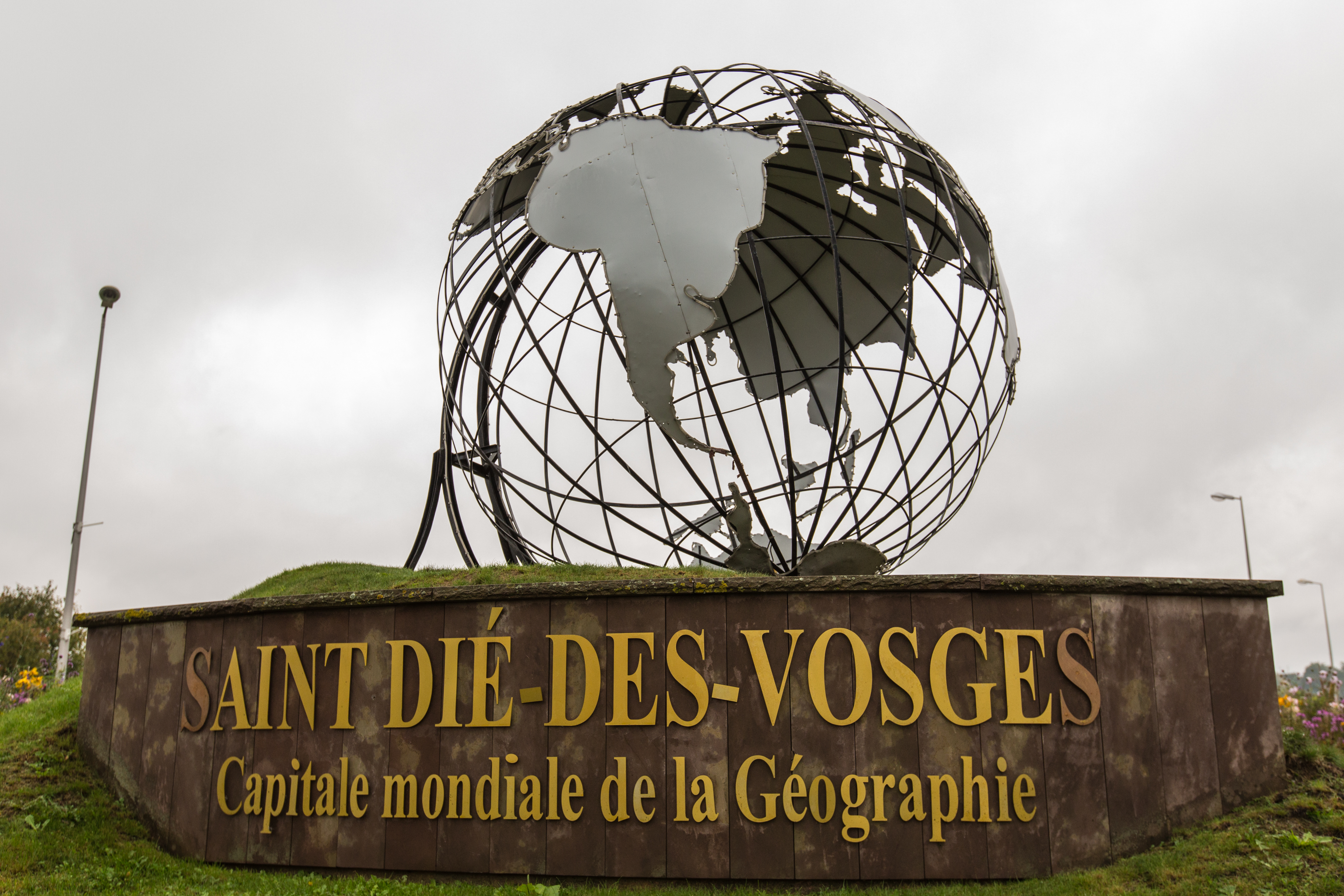
Globus in Saint-Dié, der selbsterklärten „Welthauptstadt der Geographie“

Das Festival international de géographie (FIG) ist eine jährlich stattfindende Veranstaltung, in deren Mittelpunkt ein mit jeder Austragung wechselndes geographisches Thema steht. Es findet im Herbst, meist Anfang Oktober, im französischen Saint-Dié-des-Vosges statt. Dort entstand 1507 die Waldseemüller-Karte, auf der sich erstmals die Bezeichnung „America“ findet. Das Programm besteht einerseits aus Podiumsdiskussionen und Fachvorträgen von Geographen, andererseits aus Filmen, Ausstellungen u. ä., sodass neben der Fachwelt auch die breite Öffentlichkeit angesprochen werden soll.
Das Festival wurde 1990 auf Betreiben von Christian Pierret, Bürgermeister von Saint-Dié und späterer Staatssekretär, erstmals veranstaltet. Über vier Veranstaltungstage hinweg zählt es jährlich etwa 45.000 Besucher.

## Lauréat Prix International de Géographie Vautrin Lud

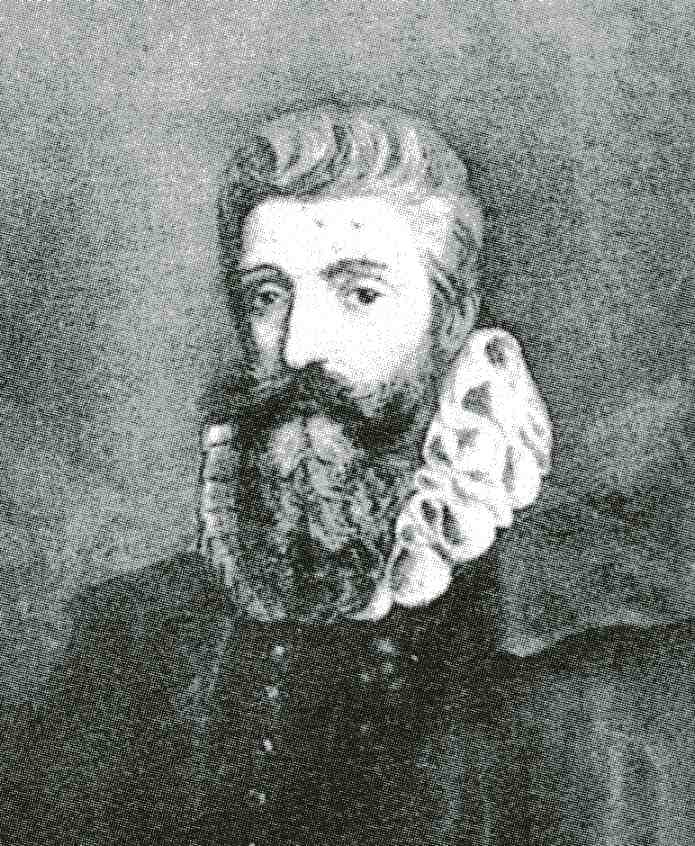
Vautrin Lud

Der Lauréat Prix International de Géographie Vautrin Lud, auch bekannt als Prix Vautrin Lud, wurde 1991 zum ersten Mal verliehen. Es gilt als die höchste internationale Auszeichnung im Fachbereich Geographie und wird umgangssprachlich auch als Nobelpreis für Geographie bezeichnet. Der Preis ist nach dem Kanoniker Vautrin Lud benannt, der in Saint-Dié geboren wurde und zusammen mit Matthias Ringmann und Martin Waldseemüller die Neue Welt nach Amerigo Vespucci „America“ benannte.

### Preisträger

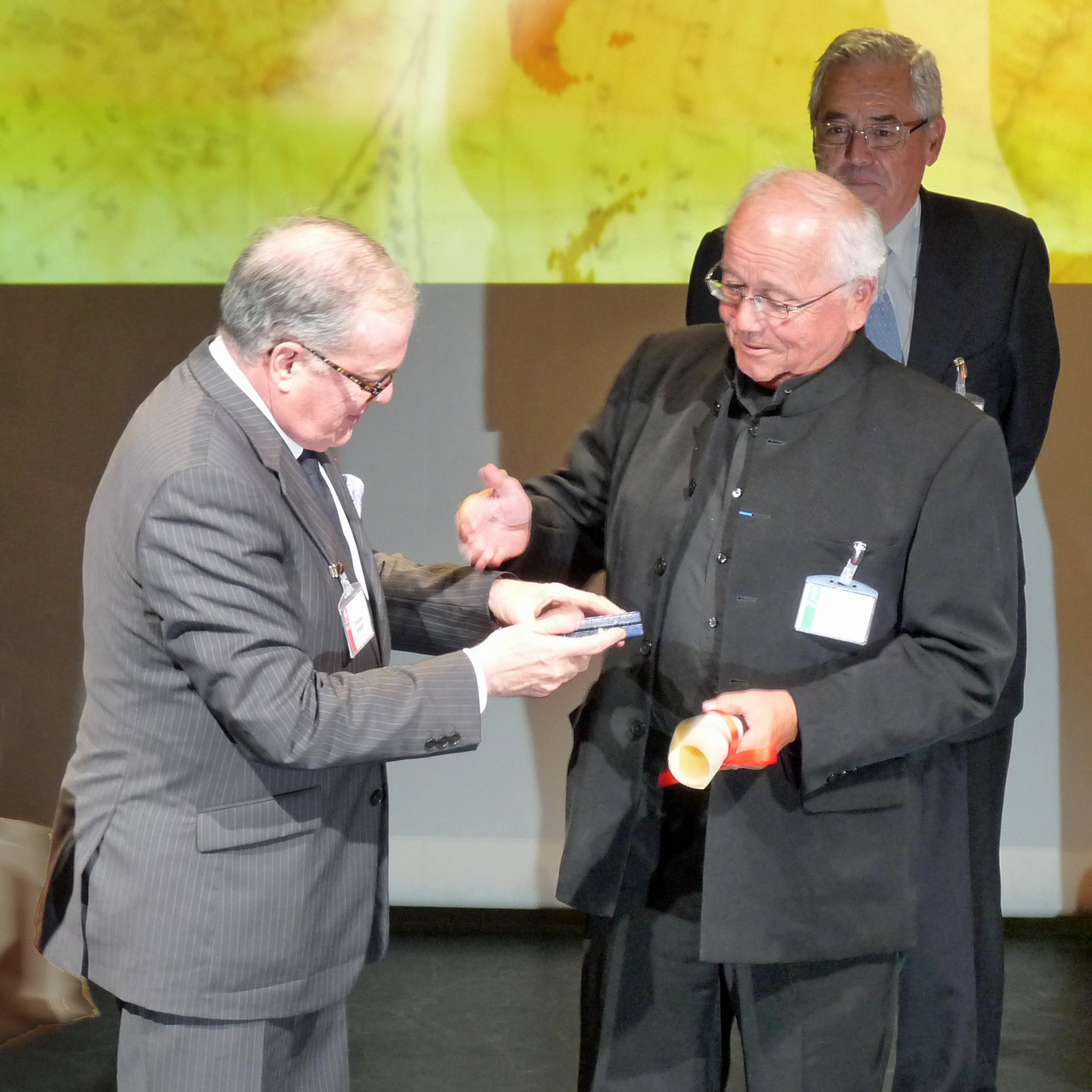
Verleihung an Antoine Bailly 2011

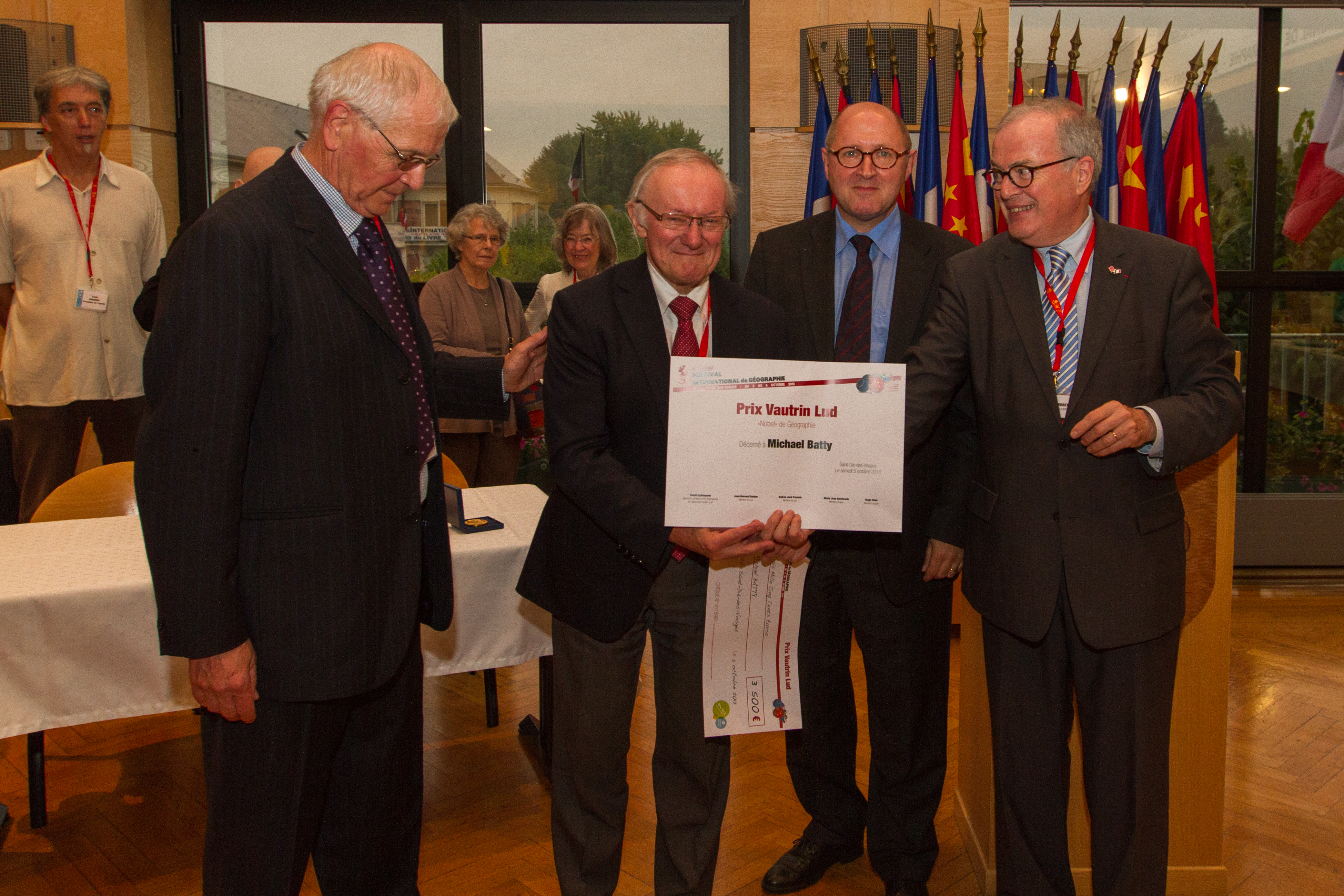
Verleihung an Michael Batty 2013

- 1991 Peter Haggett (Vereinigtes Königreich)
- 1992 Torsten Hägerstrand (Schweden), Gilbert F. White (Vereinigte Staaten)
- 1993 Peter Gould (Vereinigte Staaten)
- 1994 Milton Santos (Brasilien)
- 1995 David Harvey (Vereinigtes Königreich)
- 1996 Roger Brunet, Paul Claval (Frankreich)
- 1997 Jean-Bernard Racine (Schweiz)
- 1998 Doreen Massey (Vereinigtes Königreich)
- 1999 Ron Johnston (Vereinigtes Königreich)
- 2000 Yves Lacoste (Frankreich)
- 2001 Sir Peter Hall (Vereinigtes Königreich)
- 2002 Bruno Messerli (Schweiz)
- 2003 Allen J. Scott (Vereinigte Staaten)
- 2004 Philippe Pinchemel (Frankreich)
- 2005 Brian J. L. Berry (Vereinigte Staaten)
- 2006 Heinz Wanner (Schweiz)
- 2007 Michael F. Goodchild (Vereinigtes Königreich, Vereinigte Staaten)
- 2008 Horacio Capel Sáez (Spanien)
- 2009 Terry McGee (Neuseeland, Kanada)
- 2010 Denise Pumain (Frankreich)
- 2011 Antoine Bailly (Schweiz, Frankreich)
- 2012 Yi-Fu Tuan (China, Vereinigte Staaten)
- 2013 Michael Batty (Vereinigtes Königreich)
- 2014 Anne Buttimer (Irland)[6]
- 2015 Edward Soja (Vereinigte Staaten)
- 2016 María Dolors García Ramón (Spanien)
- 2017 Akin Mabogunje (Nigeria)
- 2018 Jacques Lévy (Frankreich)
- 2019 John A. Agnew (Vereinigtes Königreich, Vereinigte Staaten)
- 2020 Rudolf Brázdil (Tschechien)
- 2021 Brenda Yeoh (Singapur)
- 2022 Michael Storper (Vereinigte Staaten)
- 2023 Jamie Peck (Vereinigtes Königreich)
- 2024 Ron Boschma (Niederlande)[7]
- 2025 Anssi Paasi (Finnland)[8]